# Enrichetta di Borbone-Francia
Enrichetta Anna di Francia (Versailles, 14 agosto 1727 – Versailles, 10 febbraio 1752) nata principessa di Francia, era la gemella di Luisa Elisabetta di Francia e figlia maggiore del re Luigi XV di Francia e della sua consorte Maria Leszczyńska.

## Biografia

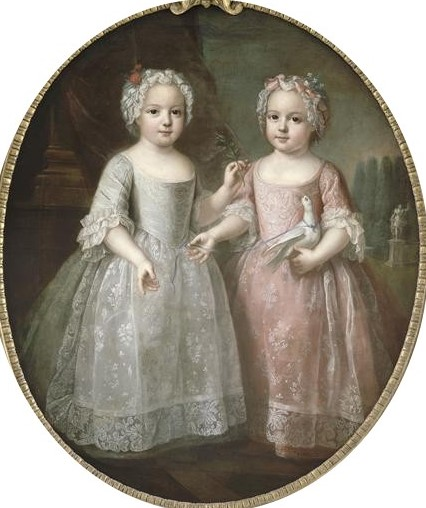
Ritratto di Enrichetta Anna con sua sorella gemella Luisa Elisabetta, 1737 circa, di Pierre Gobert.

### L'infanzia
Le gemelle nacquero al Palazzo di Versailles il 14 agosto 1727. Era la minore delle due gemelle e di conseguenza era nota alla corte di suo padre come Madame Seconde. Come figlia del re, era una fille de France. Successivamente fu nota come Madame Henriette.
Enrichetta era la preferita del padre. Mentre le sue sorelle più giovani furono mandate presso l'Abbazia di Fontevraud nel 1738 per essere allevate, Enrichetta Anna crebbe a Versailles. Fu affidata alle cure di Marie Isabelle de Rohan, duchesse de Tallard. Trascorse la sua infanzia a Versailles con le sue sorelle Luisa Elisabetta e Adelaide e il loro fratello minore, il Delfino di Francia.

### Progetti matrimoniali
Sua sorella gemella si trasferì in Spagna nel 1739 per sposare l'Infante Filippo di Spagna, un figlio minore di Filippo V di Spagna. Enrichetta fu abbattuta per essere stata separata da sua sorella gemella, e si rifugiò ulteriormente nella sua musica. Dopo la partenza di Luisa Elisabetta, gli occhi della corte si focalizzarono sulla più riservata delle due gemelle. Enrichetta si innamorò di suo cugino, Luigi Filippo d'Orléans, duc de Chartres, l'erede del Casato d'Orléans, e i due desideravano sposarsi. Al Re inizialmente piaceva l'idea, ma cambiò parere poiché avrebbe dovuto elevare lo status della famiglia Orléans e sfidare i diritti di successione francesi del re spagnolo se il Delfino Luigi fosse morto senza figli.
Il matrimonio non era più un'opzione. I due si allontanarono, e, come le sue sorelle più giovani, Enrichetta non si sposò mai.

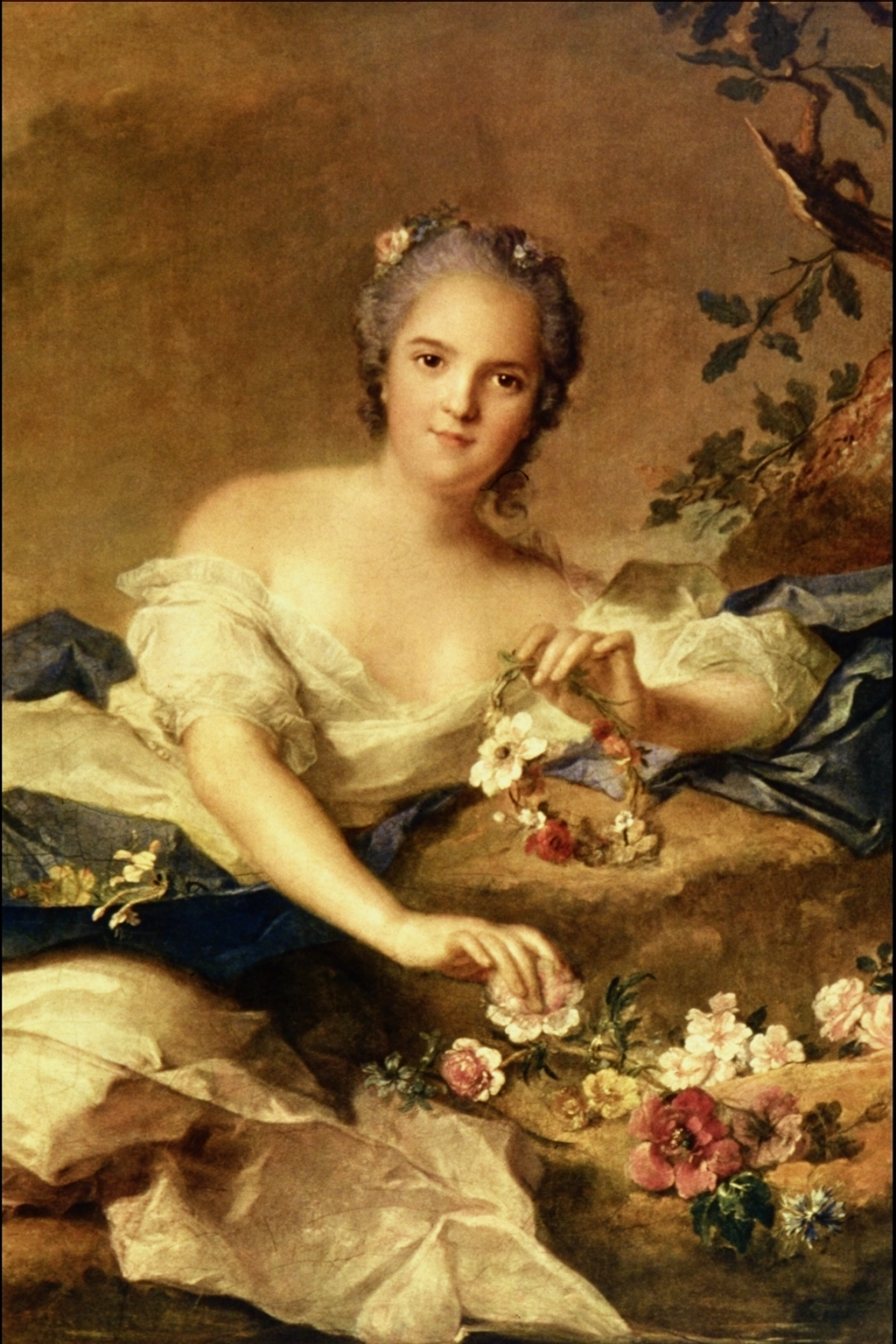
Enrichetta Anna nelle vesti di Flora, 1742, di Jean Marc Nattier.

### Vita a Versailles

Enrichetta che suona la viola, ritratto di Jean-Marc Nattier.

Enrichetta era appassionata di musica, come lo dimostra il ritratto di Jean-Marc Nattier. Il suo strumento preferito era la viola da gamba, che studiò con Jean-Baptiste Forqueray. La principessa compare in alcuni dei suoi ritratti in posa con la sua viola.
Sua cognata, l'Infanta Maria Teresa di Spagna, la prima moglie di suo fratello, morì di parto nel 1746. Enrichetta apprezzava la sua seconda cognata, e influenzò suo fratello, che portava il lutto per la sua prima consorte, a relazionarsi meglio con lei.
Crescendo al Palazzo di Versailles, Enrichetta era in costante contatto con le amanti di suo padre, la più famosa dei quali fu Madame de Pompadour. I figli del re disprezzavano Madame de Pompadour perché a causa sua, il loro padre trascurava la loro madre, la regina. Con suo fratello il Delfino, e sua sorella, Madame Adélaïde, chiamava la potente amante, Maman Putain. Quando Luisa Elisabetta tornò da Parma per una lunga visita a Versailles nel 1748, lei e Madame de Pompadour diventarono amiche intime. Ciò portò ad un allontanamento temporaneo tra le sorelle.

### La morte
Enrichetta morì di vaiolo il 10 febbraio 1752 all'età di ventiquattro anni. Fu sepolta nella Basilica di Saint Denis. La sua tomba, come altre tombe reali, fu profanata durante la Rivoluzione francese,ma le sue ossa furono riesumate nel 1800,poste in una tomba a Saint-Denis vicino alla sorella Elisabetta.
I suoi nipoti includevano Luigi XVI, Louis XVIII, e Carlo X, e Ferdinando, Duca di Parma. Ebbe come nipoti Madame Élisabeth, Clotilde, Regina Consorte di Sardegna, e la Regina Consorte di Spagna Maria Luisa.

## Ascendenza
|                            |                   |                                         | Genitori                               |  |  | Nonni |  |  | Bisnonni               |  |  | Trisnonni            |  |
|                            |                   |                                         |                                        |  |  |       |  |  | Luigi, il Gran Delfino |  |  | Luigi XIV di Francia |  |
|                            |                   |                                         |                                        |  |  |       |  |  | Luigi, il Gran Delfino |  |  | Luigi XIV di Francia |  |
|                            |                   | Infanta Maria Teresa                    |                                        |  |  |       |  |  | Luigi, il Gran Delfino |  |  |                      |  |
| Luigi, duca di Borgogna    |                   |                                         |                                        |  |  |       |  |  | Luigi, il Gran Delfino |  |  |                      |  |
|                            |                   | Duchessa Maria Anna Vittoria di Baviera | Ferdinando Maria, Elettore di Baviera  |  |  |       |  |  |                        |  |  |                      |  |
|                            |                   | Duchessa Maria Anna Vittoria di Baviera | Ferdinando Maria, Elettore di Baviera  |  |  |       |  |  |                        |  |  |                      |  |
|                            |                   | Duchessa Maria Anna Vittoria di Baviera | Enrichetta Adelaide di Savoia          |  |  |       |  |  |                        |  |  |                      |  |
| Luigi XV di Francia        |                   | Duchessa Maria Anna Vittoria di Baviera |                                        |  |  |       |  |  |                        |  |  |                      |  |
|                            |                   | Vittorio Amedeo II di Sardegna          | Carlo Emanuele II, Duca di Savoia      |  |  |       |  |  |                        |  |  |                      |  |
|                            |                   | Vittorio Amedeo II di Sardegna          | Carlo Emanuele II, Duca di Savoia      |  |  |       |  |  |                        |  |  |                      |  |
|                            |                   | Vittorio Amedeo II di Sardegna          | Maria Giovanna Battista di Savoia      |  |  |       |  |  |                        |  |  |                      |  |
| Maria Adelaide di Savoia   |                   | Vittorio Amedeo II di Sardegna          |                                        |  |  |       |  |  |                        |  |  |                      |  |
|                            |                   | Anna Maria d'Orléans                    | Filippo di Francia, duca d'Orléans     |  |  |       |  |  |                        |  |  |                      |  |
|                            |                   | Anna Maria d'Orléans                    | Filippo di Francia, duca d'Orléans     |  |  |       |  |  |                        |  |  |                      |  |
|                            |                   | Anna Maria d'Orléans                    | Principessa Enrichetta d'Inghilterra   |  |  |       |  |  |                        |  |  |                      |  |
| Enrichetta Anna di Francia |                   | Anna Maria d'Orléans                    |                                        |  |  |       |  |  |                        |  |  |                      |  |
|                            | Rafał Leszczyński | Bogusław Leszczyński                    |                                        |  |  |       |  |  |                        |  |  |                      |  |
|                            | Rafał Leszczyński | Bogusław Leszczyński                    |                                        |  |  |       |  |  |                        |  |  |                      |  |
|                            | Rafał Leszczyński | Contessa Anna von Dönhoff               |                                        |  |  |       |  |  |                        |  |  |                      |  |
| Stanislao Leszczyński      | Rafał Leszczyński |                                         |                                        |  |  |       |  |  |                        |  |  |                      |  |
|                            |                   | Anna Jablonowska                        | Principe Stanisław Jan Jabłonowski     |  |  |       |  |  |                        |  |  |                      |  |
|                            |                   | Anna Jablonowska                        | Principe Stanisław Jan Jabłonowski     |  |  |       |  |  |                        |  |  |                      |  |
|                            |                   | Anna Jablonowska                        | Contessa Marianna Kazanowska           |  |  |       |  |  |                        |  |  |                      |  |
| Maria Leszczyńska          |                   | Anna Jablonowska                        |                                        |  |  |       |  |  |                        |  |  |                      |  |
|                            |                   | Jan Karol Opalinski                     | Conte Krzysztof Opaliński              |  |  |       |  |  |                        |  |  |                      |  |
|                            |                   | Jan Karol Opalinski                     | Conte Krzysztof Opaliński              |  |  |       |  |  |                        |  |  |                      |  |
|                            |                   | Jan Karol Opalinski                     | Contessa Teresa Konstancya Czarnkowska |  |  |       |  |  |                        |  |  |                      |  |
| Caterina Opalińska         |                   | Jan Karol Opalinski                     |                                        |  |  |       |  |  |                        |  |  |                      |  |
|                            |                   | Zofia Czarnkowska                       | Conte Adam-Uryel Czarnkowski           |  |  |       |  |  |                        |  |  |                      |  |
|                            |                   | Zofia Czarnkowska                       | Conte Adam-Uryel Czarnkowski           |  |  |       |  |  |                        |  |  |                      |  |
|                            |                   | Zofia Czarnkowska                       | Contessa Teresa Zaleska                |  |  |       |  |  |                        |  |  |                      |  |
|                            |                   | Zofia Czarnkowska                       |                                        |  |  |       |  |  |                        |  |  |                      |  |